# Ludwigita
La ludwigita és un mineral de la classe dels borats. Va ser descoberta en 1874 a Ocna de Fier, al districte de Caraş-Severin (Romania), i va rebre el seu nom del químic austríac Ernst Ludwig (1842-1915), professor de la Universitat de Viena. Forma part i dona nom al grup de la ludwigita.

## Característiques
La ludwigita és un monoborat de ferro amb magnesi amb fórmula química Mg₂Fe3+(BO₃)O₂. És un mineral isoestructural amb la vonsenita, la qual cristal·litza també en el sistema ortoròmbic. Forma una sèrie de solució sòlida amb aquesta espècie mineral, en la qual la substitució gradual del magnesi per ferro va donant els diferents minerals de la sèrie. A més dels elements de la seva fórmula, sol portar com a impuresa alumini. Pot patir alteració transformant-se en limonita.
Segons la classificació de Nickel-Strunz, la ludwigita pertany a «06.AB: borats amb anions addicionals; 1(D) + OH, etc.» juntament amb els següents minerals: hambergita, berborita, jeremejevita, warwickita, yuanfuliita, karlita, azoproïta, bonaccordita, fredrikssonita, vonsenita, pinakiolita, blatterita, chestermanita, ortopinakiolita, takeuchiita, hulsita, magnesiohulsita, aluminomagnesiohulsita, fluoborita, hidroxylborita, shabynita, wightmanita, gaudefroyita, sakhaita, harkerita, pertsevita-(F), pertsevita-(OH), jacquesdietrichita i painita.

## Formació i jaciments
Apareix en jaciments de minerals de metamorfisme de contacte, a la zona d'altes temperatures. Típicament format en zones d'aquest metamorfisme amb alta proporció de ferro i magnesi. Sol trobar-se associada a altres minerals com: szaibelyïta, magnetita, forsterita o diòpsid.

## Varietats
- L'alumoludwigita és una varietat que conté alumini.[4]
- La ludwigita estannífera és una varietat que pot contenir fins a un 12% d'estany, amb fórmula (Mg,Fe2+,Mn)₂(Fe3+,Sn4+,Mg)(BO₃)O₂, trobada al dipòsit de ferro i estany de Qiliping, a la prefectura de Hunan, Xina.[5]

## Grup de la ludwigita
El grup de la ludwigita està format per cinc espècies minerals, totes elles borats de ferro amb un altre metall.
| Espècie        | Fórmula                       |
| -------------- | ----------------------------- |
| Azoproïta      | (Mg,Fe2+)₂(Fe3+,Ti,Mg)(BO₃)O₂ |
| Bonaccordita   | Ni₂Fe3+(BO₃)O₂                |
| Fredrikssonita | Mg₂(Mn3+,Fe3+)(BO₃)O₂         |
| Ludwigita      | Mg₂Fe3+(BO₃)O₂                |
| Vonsenita      | Fe2+₂Fe3+(BO₃)O₂              |